# حادثة شق الصدر
حديث شق صدر النبي محمد ﷺ هو حديث نبوي جاء في كتب الحديث عند أهل السنة بعدة روايات، جاء فيه أن نبي الإسلام محمد ﷺ قد شُقّ صدره على يد المَلَكْ جبريل، فأخرج قلبه وغسله في طست من ذهب من ماء زمزم، ثم أعاده لمكانه. تحظى تلك الروايات بقبول واسع بين معظم أهل السنة، إلا أنها محل انتقاد واستنكار من بعض أهل السنة حديثًا كمحمد الغزالي و محمد حسين هيكل وبعض المستشرقين مثل وليم موير، كما ينكرها المسلمون الشيعة.

## نص الحديث ورواياته
جاء حديث شق الصدر على عدة روايات نقلها الرواة عن ثلاثة صحابة هم مالك بن صعصعة وأنس بن مالك وأبي ذر الغفاري، وهي:
- أورد البخاري الحديث في صحيحه على أربعة أوجه:
  - في كتاب «مناقب الأنصار» جاءت رواية لحديث طويل عن أحداث الإسراء والمعراج رواه «هدبة بن خالد» عن «همام بن يحيى» عن «قتادة» عن «أنس بن مالك» عن مالك بن صعصعة جاء في مطلعه أن النبي محمد حدّث أصحابه عن ليلة أُسري به، فقال: «بينما أنا في الحطيم، وربما قال في الحِجْر مضطجعًا؛ إذ أتاني آت... فشق ما بين هذه إلى هذه - أشار من ثغرة نحره إلى شعرته -، ... فاستخرج قلبي، ثم أتيت بطست من ذهب مملوءة إيمانًا، فغسل قلبي، ثم حشي، ثم أعيد ...».[2] وكذلك ذكر أحمد بن حنبل تلك الرواية برواتها في مسنده في «مسند الشاميين».[3]
  - في كتاب «بدء الخلق» برواية «خليفة بن خياط» عن «يزيد بن زريع» عن «سعيد بن أبي عروبة» و«هشام الدستوائي» عن «قتادة بن دعامة» عن «أنس بن مالك» عن «مالك بن صعصعة» أنه قال: «قال النبي ﷺ بينا أنا عند البيت بين النائم واليقظان، وذكر يعني رجلا بين الرجلين، فأتيت بطست من ذهب ملئ حكمة وإيمانًا، فشق من النحر إلى مراق البطن، ثم غسل البطن بماء زمزم، ثم ملئ حكمة وإيمانًا ...».[4]
  - في كتاب «التوحيد» عن «عبد العزيز بن عبد الله» عن «سليمان بن بلال» عن «شريك بن عبد الله» أنه قال: «سمعت أنس بن مالك يقول ليلة أسري برسول الله ﷺ من مسجد الكعبة أنه جاءه ثلاثة نفر قبل أن يوحى إليه، وهو نائم في المسجد الحرام، فقال أولهم: «أيهم هو»، فقال: «أوسطهم، هو خيرهم». فقال آخرهم: «خذوا خيرهم»، فكانت تلك الليلة. فلم يرهم حتى أتوه ليلة أخرى فيما يرى قلبه وتنام عينه ولا ينام قلبه، وكذلك الأنبياء تنام أعينهم ولا تنام قلوبهم. فلم يكلموه حتى احتملوه فوضعوه عند بئر زمزم، فتولاه منهم جبريل، فشق جبريل ما بين نحره إلى لبته، حتى فرغ من صدره وجوفه، فغسله من ماء زمزم بيده حتى أنقى جوفه. ثم أتي بطست من ذهب فيه تور من ذهب محشوًا إيمانًا، وحكمة فحشا به صدره ولغاديده يعني عروق حلقه، ثم أطبقه، ثم عرج به إلى السماء الدنيا ...».[5]
  - في كتاب «الصلاة» عن «يحيى بن بكير» عن «الليث بن سعد» عن «يونس بن يزيد» عن «ابن شهاب الزهري» عن «أنس بن مالك» عن «أبي ذر الغفاري»: «أن رسول الله ﷺ قال: «فرج عن سقف بيتي وأنا بمكة فنزل جبريل ﷺ، ففرج صدري، ثم غسله بماء زمزم، ثم جاء بطست من ذهب ممتلئ حكمة وإيمانًا، فأفرغه في صدري، ثم أطبقه ...»».[6]
- جاء في صحيح مسلم على وجهين:
  - أن «شيبان بن فروخ» حدّث عن «حماد بن سلمة» عن «ثابت البناني» عن «أنس بن مالك» أن: «رسول الله ﷺ، أتاه جبريل عليه السلام وهو يلعب مع الغلمان، فأخذه فصرعه، فشق عن قلبه، فاستخرج القلب، فاستخرج منه علقة، فقال: «هذا حظ الشيطان منك»، ثم غسله في طست من ذهب بماء زمزم، ثم لأمه، ثم أعاده في مكانه. وجاء الغلمان يسعون إلى أمه يعني ظئره(1)، فقالوا: «إن محمدًا قد قُتل»، فاستقبلوه وهو منتقع اللون»، وقال أنس: «وقد كنت أرى أثر ذلك المخيط في صدره».[7] كما أورد الحاكم هذه الرواية بنصّها في كتابه المستدرك على الصحيحين في باب تفسير سورة الشرح،[8] وابن حنبل في مسنده في «مسند أنس بن مالك».[9]
  - أن «حرملة بن يحيى التجيبي» حدّث عن «عبد الله بن وهب» عن «يونس بن يزيد» عن «ابن شهاب الزهري» عن «أنس بن مالك» عن «أبي ذر الغفاري»: «أن رسول الله ﷺ قال: «فرج سقف بيتي وأنا بمكة فنزل جبريل ﷺ، ففرج صدري، ثم غسله من ماء زمزم، ثم جاء بطست من ذهب ممتلئ حكمة وإيمانًا، فأفرغها في صدري، ثم أطبقه»».[10]
- جاء في سنن الترمذي في كتاب «تفسير القرآن» في باب «ومن سورة ألم نشرح» عن «محمد بن بشار» عن «محمد بن جعفر» و«ابن أبي عدي» عن «سعيد بن أبي عروبة» عن «قتادة بن دعامة» عن «أنس بن مالك» عن «مالك بن صعصعة» أن النبي محمد قال: «بينما أنا عند البيت بين النائم واليقظان، إذ سمعت قائلاً يقول: «أحد بين الثلاثة»، فأُتيتُ بطست من ذهب فيها ماء زمزم، فشرح صدري إلى كذا وكذا، قال قتادة قلت لأنس بن مالك: «ما يعني»، قال: إلى أسفل بطني فاستخرج قلبي، فغسل قلبي بماء زمزم، ثم أعيد مكانه، ثم حُشي إيمانًا وحكمة».[11]
- جاء في سنن النسائي في «كتاب الصلاة»، وفي مسند أحمد في «مسند الشاميين» حديث «يعقوب بن إبراهيم الدروقي» عن «يحيى بن سعيد القطان» عن «هشام الدستوائي» عن «قتادة» عن «أنس بن مالك» عن «مالك بن صعصعة» أن النبي محمد قال: «بينا أنا عند البيت بين النائم واليقظان، إذ أقبل أحد الثلاثة بين الرجلين. فأتيت بطست من ذهب ملآن حكمة وإيمانًا، فشق من النحر إلى مراق البطن، فغسل القلب بماء زمزم، ثم ملئ حكمة وإيمانًا».[12][13]

## زمان ومكان حادثة شق الصدر
نظرًا لتعدد أوجه رواية حديث شق الصدر، فقد رجح علماء الحديث والسيرة النبوية أن تلك الحادثة وقعت للنبي محمد عدة مرات. فمن روايات الحديث، اختُلف تحديد موضع وزمن حدوث الحدث، فقد جاءت على هذه الأوجه:
1. أن الحادثة وقعت للنبي محمد، وهو صغير في ديار بني سعد بن هوازن في فترة الرضاع التي قضاها النبي محمد في بادية بني سعد، كحديث أنس بن مالك الذي جاء في صحيح مسلم ومسند أحمد.[14]
2. أن الحادثة وقعت عند البيت الحرام في مكة قبيل رحلة الإسراء والمعراج كما في حديثي البخاري في صحيحه في كتابي «مناقب الأنصار» و«بدء الخلق» وحديثي الترمذي والنسائي في سننهما.[2][4]
3. أن الحادثة وقعت قبل أن يوحى إلى النبي محمد في مكة عند البيت الحرام كما في حديث البخاري في كتاب «التوحيد».[5]
4. أن الحادثة وقعت في بيت النبي محمد في مكة قبل رحلة الإسراء والمعراج مباشرة كما في حديث البخاري في كتاب «الصلاة»، وحديث مسلم عن أبي ذر.[6][10]

## الحادثة بين التصديق والإنكار
يرى أهل الحديث النبوي من أهل السنة والجماعة أن أحاديث شق صدر النبي محمد برواياتها المختلفة صحيحه، فقد أوردها البخاري ومسلم وابن حبان في كتب الصحيح، وأوردها النسائي والترمذي في سننهما، وأحمد في مسنده. كما صححها الألباني، وذكر الأرنؤوط أن إسنادها صحيح على شرط الشيخين. وقد استدل بها بعض أهل التفسير في تفسيرهم لآية: ﴿أَلَمْ نَشْرَحْ لَكَ صَدْرَكَ ۝١﴾ [الشرح:1] كما فعل الترمذي في سننه، والحاكم النيسابوري في كتابه «المستدرك على الصحيحين» إلا أنها كانت أيضًا مجال لاستنكار بعض علماء المسلمين قديمًا وحديثًا. وقد أشار الفخر الرازي لهذا الخلاف في تفسيره لسورة الشرح في التفسير الكبير حيث قال: «وفي شرح الصدر قولان؛ الأول: ما روي أن جبريل  أتاه وشق صدره وأخرج قلبه وغسله وأنقاه من المعاصي، ثم ملأه علمًا وإيمانًا ووضعه في صدره. واعلم أن القاضي طعن في هذه الرواية من وجوه؛ أحدها: أن الرواية أن هذه الواقعة إنما وقعت في حال صغره ﷺ وذلك من المعجزات، فلا يجوز أن تتقدم نبوته. وثانيها: أن تأثير الغسل في إزالة الأجسام، والمعاصي ليست بأجسام فلا يكون للغسل فيها أثر. ثالثها: أنه لا يصح أن يملأ القلب علمًا، بل الله تعالى يخلق فيه العلوم. والجواب عن الأول: أن تقديم المعجزة على زمان البعثة جائز عندنا، وذلك هو المسمى بالإرهاص، ومثله في حق الرسول ﷺ كثير. وأما الثاني والثالث: فلا يبعد أن يكون حصول ذلك الدم الأسود الذي غسلوه من قلب الرسول ﷺ علامة للقلب الذي يميل إلى المعاصي، ويحجم عن الطاعات، فإذا أزالوه عنه كان ذلك علامة لكون صاحبه مواظبًا على الطاعات محترزًا عن السيئات، فكان ذلك كالعلامة للملائكة على كون صاحبه معصومًا، وأيضا فلأن الله تعالى يفعل ما يشاء ويحكم ما يريد».

### آراء المؤيدين لصحة أحاديث شق الصدر
عدّ بعض أهل التفسير تلك الحادثة من الدلائل الإعجازية على نبوة النبي محمد، فقد قال ابن حجر العسقلاني في كتابه «فتح الباري - شرح صحيح البخاري» أنه: «وقد اشتملت هذه القصة من خوارق العادة على ما يدهش سامعه، فضلاً عمن شاهده. فقد جرت العادة بأن من شُقّ بطنه، وأخرج قلبه يموت لا محالة. ومع ذلك، فلم يؤثر فيه ذلك ضررًا، ولا وجعًا، فضلاً عن غير ذلك». ونقل عن ابن أبي جمرة قوله أن: «الحكمة في شق قلبه - مع القدرة على أن يمتلئ إيمانًا وحكمة بغير شق - الزيادة في قوة اليقين، لأنه أعطي برؤية شق بطنه وعدم تأثره بذلك ما أمن معه من جميع المخاوف العادية. فلذلك، كان أشجع الناس وأعلاهم حالاً ومقالاً». بينما ذهب البعض الآخر من أهل التفسير كالبغوي وابن كثير والطبري في تفسير هذه الآية أن الشرح المعني في تلك الآية ليس شرحًا عُضويًّا بشق الصدر، وإنما انشراحًا معنويًا للصدر مما أثقله من هموم.
وقد عارض ابن حجر العسقلاني سابقيه من المُشككين في صحة وقوع الحادثة، فقال: «وقد استنكر بعضهم وقوع شق الصدر ليلة الإسراء. إنما كان ذلك وهو صغير في بني سعد، ولا إنكار في ذلك، فقد تواردت الروايات به. وثبت شق الصدر أيضًا عند البعثة، كما أخرجه أبو نعيم في «الدلائل» ولكل منها حكمة، فالأول وقع فيه من الزيادة كما عند مسلم من حديث أنس: «فأخرج علقمة فقال: هذا حظ الشيطان منك»، وكان هذا في زمن الطفولية فنشأ على أكمل الأحوال من العصمة من الشيطان، ثم وقع شق الصدر عند البعث زيادة في إكرامه ليتلقى ما يوحى إليه بقلب قوي في أكمل الأحوال من التطهير، ثم وقع شق الصدر عند إرادة العروج إلى السماء ليتأهب للمناجاة، ويحتمل أن تكون الحكمة في هذا الغسل لتقع المبالغة في الإسباغ بحصول المرة الثالثة، كما تقرر في شرعه ﷺ، ويحتمل أن تكون الحكمة في انفراج سقف بيته الإشارة إلى ما سيقع من شق صدره وأنه سيلتئم بغير معالجة يتضرر بها. وجميع ما ورد من شق الصدر واستخراج القلب وغير ذلك من الأمور الخارقة للعادة مما يجب التسليم له دون التعرض لصرفه عن حقيقته لصلاحية القدرة فلا يستحيل شيء من ذلك، قال القرطبي في «المفهم»: «لا يلتفت لإنكار الشق ليلة الإسراء؛ لأن رواته ثقات مشاهير، ثم ذكر نحو ما تقدم»». كما دافع محمد أبو شهبة عن التشكيك في تكرار الحادثة عدة مرات، فقال: «وقصة شق الصدر ثابتة بالأحاديث الصحيحة، وقد وقع ذلك مرة في صغره وهو عند مرضعته السيدة حليمة السعدية، ومرةً أخرى عند الإسراء والمعراج وهي ثابتة في الصحيحين، بل قيل بحصول الشق في غير هاتين المرتين وتكرره إنما كان لتجديد استعداده ﷺ لما يلقى إليه من الوحي الفينة بعد الفينة».

### آراء المشككين في صحة أحاديث شق الصدر
على النقيض، استبعد البعض حديثًا صحة متن الحديث، واعتبروا أن فيه علة قادحة. فقد استنكر محمد الغزالي مسألة شق الصدر لاستخراج علقة من قلب النبي محمد، فقال في كتابه «فقه السيرة»: «لو كان الشرّ إفراز غدة في الجسم ينحسم بانحسامها؛ أو لو كان الخير مادة يزوّد بها القلب كما تزوّد الطائرة بالوقود، فتستطيع السموّ والتحليق ... لقلنا: إنّ ظواهر الاثار مقصودة، ولكن أمر الخير والشر أبعد من ذلك؛ بل من البديهي أنّه بالناحية الروحية في الإنسان ألصق». كما تناول محمد حسين هيكل في كتابه «حياة محمد» مسألة شق الصدر في بادية بني سعد، فقال: «لا يطمئن المستشرقون ولا يطمئن جماعة من المسلمين كذلك إلى قصة الملكين هذه ويرونها ضعيفة السند. فالذي رأى الرجلين في رواية كتّاب السيرة إنما هو طفل لا يزيد على سنتين إلا قليلاً، وكانت كذلك سن محمد يومئذ. والروايات تجمع على أن محمدًا أقام ببني سعد إلى الخامسة من عمره. فلو كان هذا الحادث قد وقع وسنّه سنتان ونصف سنة، ورجعت حليمة وزوجها إذ ذاك به إلى أمه، لكان في الروايتين تناقض غير مقبول. ولذلك يرى بعض الكتّاب أنه عاد مع حليمة مرة ثالثة. ولا يرضى المستشرق سير وليم موير أن يشير إلى قصة الرجلين في ثيابهما البيضاء، ويذكر أنه إن كانت حليمة وزوجها قد نبها لشيء أصاب الطفل، فلعله نوبة عصبية أصابته، ولم يكن لها أن تؤذي صحته لحسن تكوينه. ولعل آخرين يقولون: إنه لم يكن في حاجة إلى من يشقّ بطنه أو صدره ما دام الله قد أعده من يوم خلقه لتلقي رسالته. ويرى درمنجم(2) أن هذه القصة لا تستند إلى شيء غير ما يفهم من ظاهر الآيات: ﴿أَلَمْ نَشْرَحْ لَكَ صَدْرَكَ ۝١ وَوَضَعْنَا عَنْكَ وِزْرَكَ ۝٢ الَّذِي أَنْقَضَ ظَهْرَكَ ۝٣﴾ [الشرح:1–3]. وأن ما يشير القرآن إليه، إنما هو عمل روحيّ بحت، والغاية منه تطهير هذا القلب وتنظيفه ليتلقى الرسالة القدسية خالصًا، ويؤدّيها مخلصًا تمام الإخلاص محتملاً عبء الرسالة المضني».

## هوامش
- 1 الظئر: هي المرأة المُرْضِعة لولد غيرها. مما يعني أن المقصود بأمه في الرواية حليمة السعدية.
- 2 إميل درمنجم Émile Dermenghem: ‏ (1892 - 1971) صحفي وأمين مكتبة فرنسي، اهتم في بعض كتاباته بالدراسات الإسلامية وله فيها كتب «حياة المسلمين القديسين» (1943)، و«ملاحظات عن القيم الدائمة والحالية للحضارة الإسلامية: شهادة عن الإسلام» (1947)، و«حياة محمد» (1950)، و«محمد والتقاليد الإسلامية: ببليوغرافيا» (1956)